# 沃林頓島
沃林頓島（英語：Warrington Island）是南極洲的島嶼，位於威爾克斯地，處於鴿子島以南，屬於風車群島的一部分，長1.3公里，根據美國海軍拍攝空中照片繪入地圖，現時由南極條約體系管理。